# Morbio Inferiore
Morbio Inferiore je obec na jihu Švýcarska v kantonu Ticino, blízko hranic s Itálií. Žije zde přibližně 4 600 obyvatel. Nachází se v nejjižnější části Švýcarska, nedaleko italského města Como.

## Geografie
Obec leží v nadmořské výšce 342 metrů v pohoří zvaném Mendrisiotto.
Sousedními obcemi jsou Castel San Pietro a Breggia na severu, Vacallo na východě, Chiasso na jihu a Balerna na západě.

## Historie

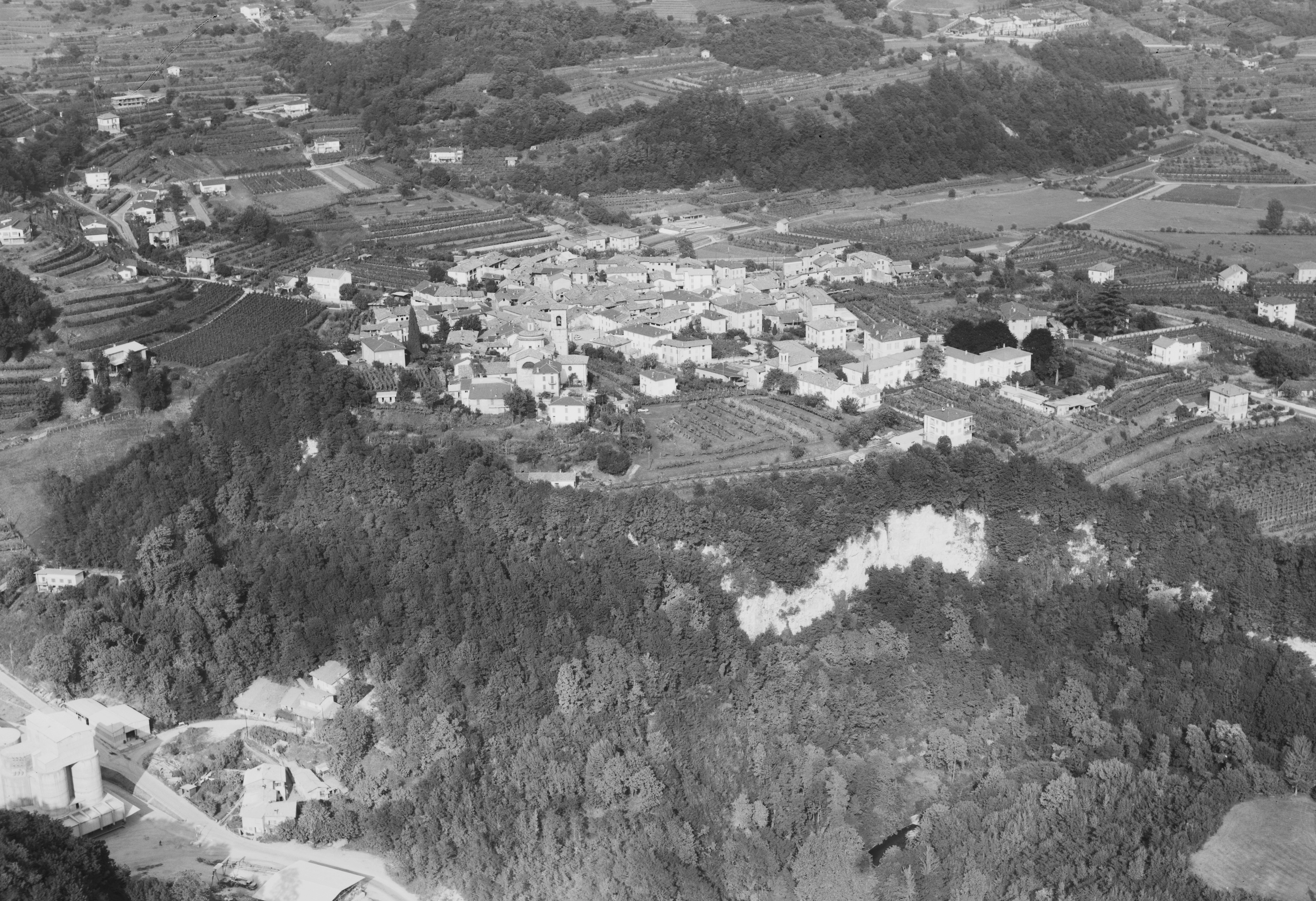
Historický letecký pohled (1964)

Obec je poprvé zmiňována v roce 1148 jako Morbio Subteriori. O půlstoletí později se pak objevuje jako Morbio inferiori.
Jak potvrzují četné nálezy, včetně pohřebišť, pozůstatků vily a několika termálních lázní z římské doby, byla obec osídlena již od starověku. Hrad, zmiňovaný v roce 1198, pravděpodobně nahradil starší tvrz. V letech 1467–1468 vedla vévodská komora boj s obcí Mendrisio o vlastnictví obce Morbio, které bylo původně uděleno Mendrisiu a poté přeprodáno. V roce 1473 jej milánský vévoda daroval Pietrovi da Oli a v roce 1482 Robertu Sanseverinovi. Na počátku 16. století přešel do rukou rodu Trivulziů a nakonec jej získali konfederáti, kteří hrad v roce 1517 s výjimkou kaple zbořili. Na jeho základech byl po roce 1595 postaven kostel S. Maria dei Miracoli, který byl v roce 1613 vysvěcen a v roce 1776 povýšen na farní kostel v souvislosti s církevním oddělením od Balerny.
Od druhé poloviny 20. století počet obyvatel obce velmi výrazně roste, a to zejména díky přistěhovalectví.

## Obyvatelstvo
| Rok            | 1671 | 1703 | 1769 | 1801 | 1850 | 1900 | 1950 | 2000 | 2005 | 2010 | 2020 |
| Počet obyvatel | 341  | 374  | 434  | 471  | 700  | 911  | 1255 | 4105 | 4284 | 4341 | 4441 |

Obec se nachází v jižní části kantonu Ticino, která je jednou z italsky mluvících oblastí Švýcarska. Převážná většina obyvatel obce tak hovoří italsky.

## Hospodářství a doprava

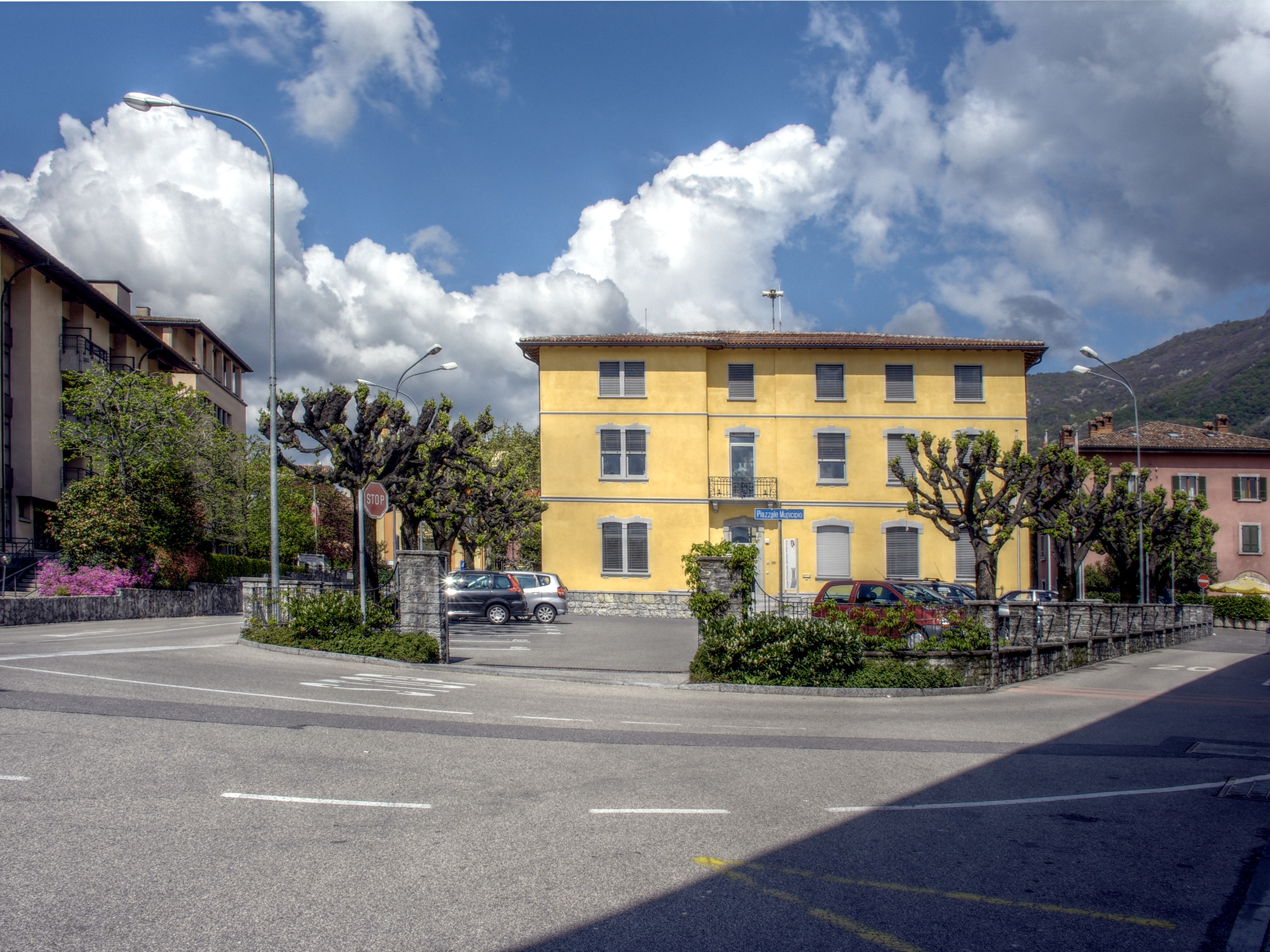
Radnice

Obec leží v blízkosti hranicí s Itálií, tranzitní a celní doprava má proto velký význam. V minulosti se místní obyvatelé živili zejména pěstováním vinné révy, moruše, kukuřice a mlynářstvím. Během 20. století obec prošla výrazným demografickým, stavebním a průmyslovým rozvojem, kdy zde vznikla velká pekárna, pivovar, cementárna a později textilní a hodinářský průmysl. 